# Gare de Nishinomiya (Hanshin)
Ne doit pas être confondu avec la gare de Nishinomiya de la JR West
La gare de Nishinomiya (西宮駅, Nishinomiya-eki) est une gare ferroviaire de la ville de Nishinomiya, dans la préfecture de Hyōgo au Japon. La gare est gérée par la compagnie Hanshin.

## Situation ferroviaire
La gare de Nishinomiya est située au point kilométrique (PK) 16,7 de la ligne principale Hanshin.

## Histoire
La gare est inaugurée le 12 avril 1905.

## Service des voyageurs

### Accès et accueil
La gare dispose d'un bâtiment voyageurs, avec guichet, ouvert tous les jours.

### Desserte
- Ligne principale Hanshin :

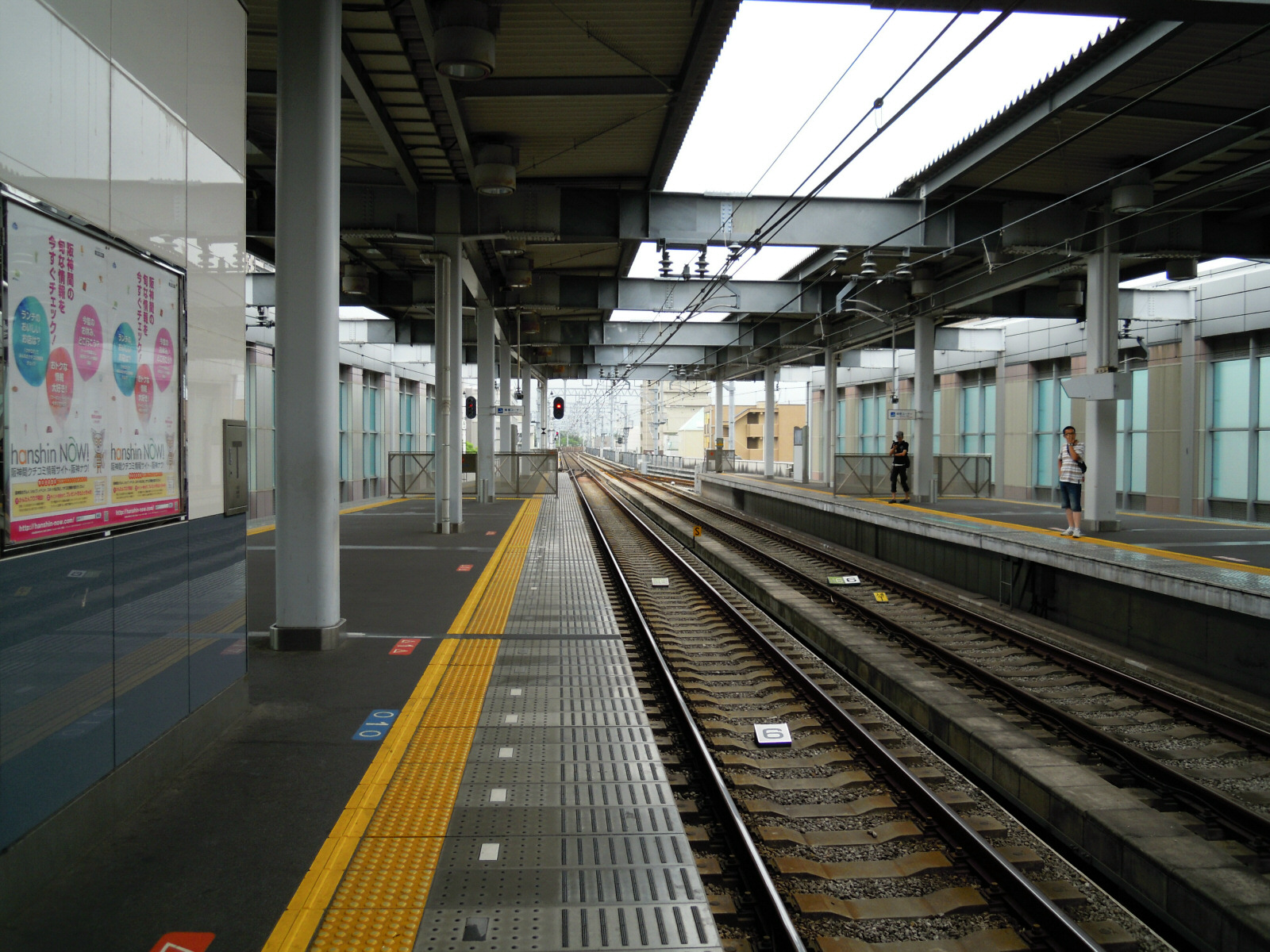
Vue des quais

  - voies 1 et 2 : direction Amagasaki, Osaka-Umeda, Osaka-Namba et Nara
  - voies 3 et 4 : direction Kobe-Sannomiya, Akashi et Himeji

### Intermodalité
La gare de Nishinomiya de la JR West est située à environ 800 mètres au nord-est.